# Tenebre
Tenebrae o Tenebre és una pel·lícula italiana de les considerades que corresponen al giallo, de 1982 i amb guió i direcció de Dario Argento. La pel·lícula és protagonitzada per Anthony Franciosa com l'autor estatunidenc Peter Neal, qui – mentre es troba a Roma promocionant la seva última novel·la de misteri i assassinat – es veu embolicat en la cerca d'un assassí en sèrie que podria haver-se inspirat per matar en la seva novel·la. John Saxon i Daria Nicolodi interpreten a l'agent i assistent de Neal, mentre que Giuliano Gemma i Carola Stagnaro apareixen com a detectius que investiguen els assassinats. John Steiner, Veronica Lario i Mirella D'Angelo també apareixen en rols menors. La pel·lícula ha estat descrita com una exploració de temes de dualisme i l'aberració sexual, i té forts elements metaficciónals; alguns comentaristes consideren que Tenebrae és una reacció directa de Argento a la crítica del seu treball anterior, especialment les seves representacions d'assassinats de dones belles.
Després que Argento hagués experimentat amb l'horror sobrenatural pur de Suspiria (1977) i Inferno (1980), Tenebrae va representar el retorn del realitzador al giallo, un subgènere de terror, que havia ajudat a popularitzar en els 70s. Argento es va inspirar en una sèrie d'incidents en els quals un fanàtic obsessionat va trucar al director criticant els efectes psicològics perjudicials del seu treball anterior. Les trucades telefòniques van culminar en amenaces de mort cap a Argento, qui va canalitzar l'experiència cap a la redacció de Tenebrae. El director també volia explorar la falta de sentit dels assassinats que havia presenciat i escoltat durant la seva estada a Los Angeles en 1980, i el seu sentiment en aquest moment que el veritable horror provenia d'aquells que volien «matar per res».
Rodada a Roma i a Elios Studios, Tenebrae va utilitzar llocs i conjunts d'aspecte principalment modern per a ajudar a Argento a adonar-se de la seva intenció que la pel·lícula reflecteixi un futur pròxim amb una població disminuïda; el director no va filmar cap de les fites històriques que usualment apareixen a pel·lícules ambientades a Roma. Usant al director de fotografia Luciano Tovoli, Argento també pretenia que la pel·lícula simulés la il·luminació rígida i realista presentada en les sèries de televisió policíaques en aquest moment; el dissenyador de producció Giuseppe Bassa va crear ambients de suport freds i austers, amb angles aguts i espais modernistes. Diversos exmembres de la banda de rock italiana Goblin va proporcionar la música de Tenebrae, un score pesat de sintetitzador inspirada en la música rock i disco.
Tenebrae va ser un èxit modest a Itàlia; va arribar als teatres amb poca controvèrsia després que Argento va fer talls a una de les escenes més violentes. No obstant això, al Regne Unit, es va agregar a la infame llista de «video nasty» i es va prohibir la seva venda fins a 1999. La distribució en cinemes de la pel·lícula als Estats Units es va retardar fins a 1984, quan va ser estrenada en una versió fortament censurada sota el títol Unsane. Després de diversos talls, Tenebrae va rebre una recepció crítica en la seva majoria negativa, però la versió original, completament restaurada, més tard es va tornar àmpliament disponible per a la seva revaluació; és considerat per alguns com un dels millors thrillers d’Argento. El crític de cinema i autor Maitland McDonagh ha dit que és «en molts aspectes […] la millor pel·lícula que ha fet Argento».

## Argument
Peter Neal (Anthony Franciosa), escriptor estatunidenc de novel·les de terror violent, visita Itàlia per promocionar el seu últim treball, Tenebrae. A Roma se li uneixen la seva assistent Anne (Daria Nicolodi) i el seu agent literari Bullmer (John Saxon). Sense que Neal ho sabés, la seva amargada núvia, Jane (Veronica Lario), va destrossar la seva maleta a l'Aeroport Internacional John F. Kennedy i el va seguir fins a Roma. Hores abans de l'arribada de Neal, una jove lladre de botigues, Elsa (Ania Pieroni), és assassinada amb una navalla per un assaltant invisible. El detectiu Giermani (Giuliano Gemma) i la inspectora Altieri (Carola Stagnaro) interroguen Neal pel fet que la boca d'Elsa estava plena de pàgines de Tenebrae. Neal rep una carta anònima, considerada per Giermani com a preludi d'una ona d'assassinats imminent. També rep una trucada de l'assassí des d'una cabina telefònica pròxima, però quan tots dos agents el buscaran, l'assassí s'ha anat.
La pel·lícula està puntuada d'ara endavant per visions que turmenten a un home invisible. Implícit com flashbacks, mostren a una jove dona coquetejant amb diversos joves en una platja. Un d'ells la bufeteja i és perseguit pels altres que el subjecten mentre ella el trepitja i viola oralment amb unes sabates vermelles de taló alt.
En el present es produeixen més assassinats i cartes, la qual cosa confirma la predicció de Giermani. La periodista lesbiana i coneguda de Neal, Tilde (Mirella D'Angelo), és assassinada a la seva casa, juntament amb el seu amant Marion (Mirella Banti). María (Lara Wendel), la filla de l'arrendador de Neal, també és assassinada després d'ensopegar amb el cau de l'assassí. El crític literari de la televisió, Christiano Berti (John Steiner) mostra una intensa obsessió pel treball de Neal, així com un puritanisme fanàtic com el de les cartes de l'assassí. Després d'aquest pressentiment, i el fet que el cos de María va ser trobat al districte de Berti, Neal i el seu assistent Gianni espien a Berti, que està cremant fotos i arxius que l'identifiquen com l'assassí. Aviat, l'assassí apareix i li clava una destral al cap a Berti, Gianni n’és testimoni, però no aconsegueix veure a l'assassí. Gianni escapa i troba Neal inconscient en la gespa i fugen de l'escena. Aquesta nit, Neal té relacions sexuals amb Anne, per primera vegada en els seus sis anys de coneguts. En un altre flashback, amb una presa POV, es pot veure com l'assassí (aparentment un home) mata a la dona dels tacons vermells.
L'endemà al matí, Neal es dirigeix a l'oficina de Bullmer per a informar-lo que vol anar-se’n de Roma però aquest li demana que es quedi. Després d'abandonar l'oficina, la seva promesa Jane surt d'una habitació adjacent i es revela que és l'amant de Bullmer. Giermani crida a Neal a l'escena del crim de Berti després de trobar dossiers que proven l'obsessió de Berti amb ell, però desconeix l'evidència cremada. Per tant, creu que l'assassí segueix pròfug i se sent alleujat per la intenció de Neal d'abandonar Roma. Jane rep un de regal unes sabates vermelles com els que usa la dona dels flashbacks. Bullmer és apunyalat fins a la mort en una plaça pública mentre espera a Jane, que és testimoni i fuig. L'avió de Neal surt cap a París aquesta nit.
Mentrestant, Gianni està obsessionat per la importància del que va veure a la casa de Berti. Torna allí i s'adona que les últimes paraules autoinculpatòries de Berti (Si, jo els vaig matar a tots!) impliquen dos assassins. Abans que Gianni pugui compartir aquest detall amb algú, és penjat en el seu automòbil. Els detectius són informats per la minyona de Bullmer sobre la seva afer amb Jane. Una angoixada Jane crida a Anne per veure's i espera en la seva cuina amb una pistola però una destral trenca la finestra i li talla el braç. La sang es vessa sobre les parets i Jane cau a terra, on diversos cops la rematen. La inspectora Altieri entra i també és assassinada, en aquest moment es revela que Neal és l'assassí. Neal creu que ha matat accidentalment a Anne, però Giermani i Anne arriben poc després. Sostingut a punta de pistola per Giermani, Neal confessa tàcitament que va matar a Berti i a tots els que el van seguir, després es talla el coll.
Giermani informa l'incident des de la ràdio de l'acte i consola a Anne. Una explicació final pren forma. Els flashbacks d'assassinats van ser de Neal. L'ona d'assassinats sàdics de Berti havia desbloquejat un record reprimit en Neal, l'assassinat de la jove que l'havia humiliat quan era jove a Rhode Island. El record augmentava la set de sang prèviament reprimida de Neal, tornant-lo boig. També va alimentar el seu pla per eliminar a Jane i Bullmer, que el seu affaire ell coneixia, donant a entendre que l'assassí original havia matat a Berti i encara estava actiu.
Giermani torna a l'interior de la casa i és assassinat per Neal, qui havia fingit la seva pròpia mort. Neal espera al fet que Anne torni i quan obre la porta, accidentalment colpeja una escultura de metall que empala i mata Neal. L'horroritzada Anne es per a sota la pluja i crida repetidament.

## Repartiment
| Actor              |  | Paper              |
| ------------------ |  | ------------------ |
| Anthony Franciosa  |  | Peter Neal         |
| John Saxon         |  | Bullmer            |
| Daria Nicolodi     |  | Anne               |
| Giuliano Gemma     |  | Detective Giermani |
| Mirella D'Angelo   |  | Tilde              |
| John Steiner       |  | Christiano Berti   |
| Veronica Lario     |  | Jane McKerrow      |
| Christian Borromeo |  | Gianni             |
| Lara Wendel        |  | Maria Alboretto    |
| Ania Pieroni       |  | Elsa Manni         |
| Mirella Banti      |  | Marion             |
| Carola Stagnaro    |  | Detectiu Altieri   |

## Producció

### Antecedents

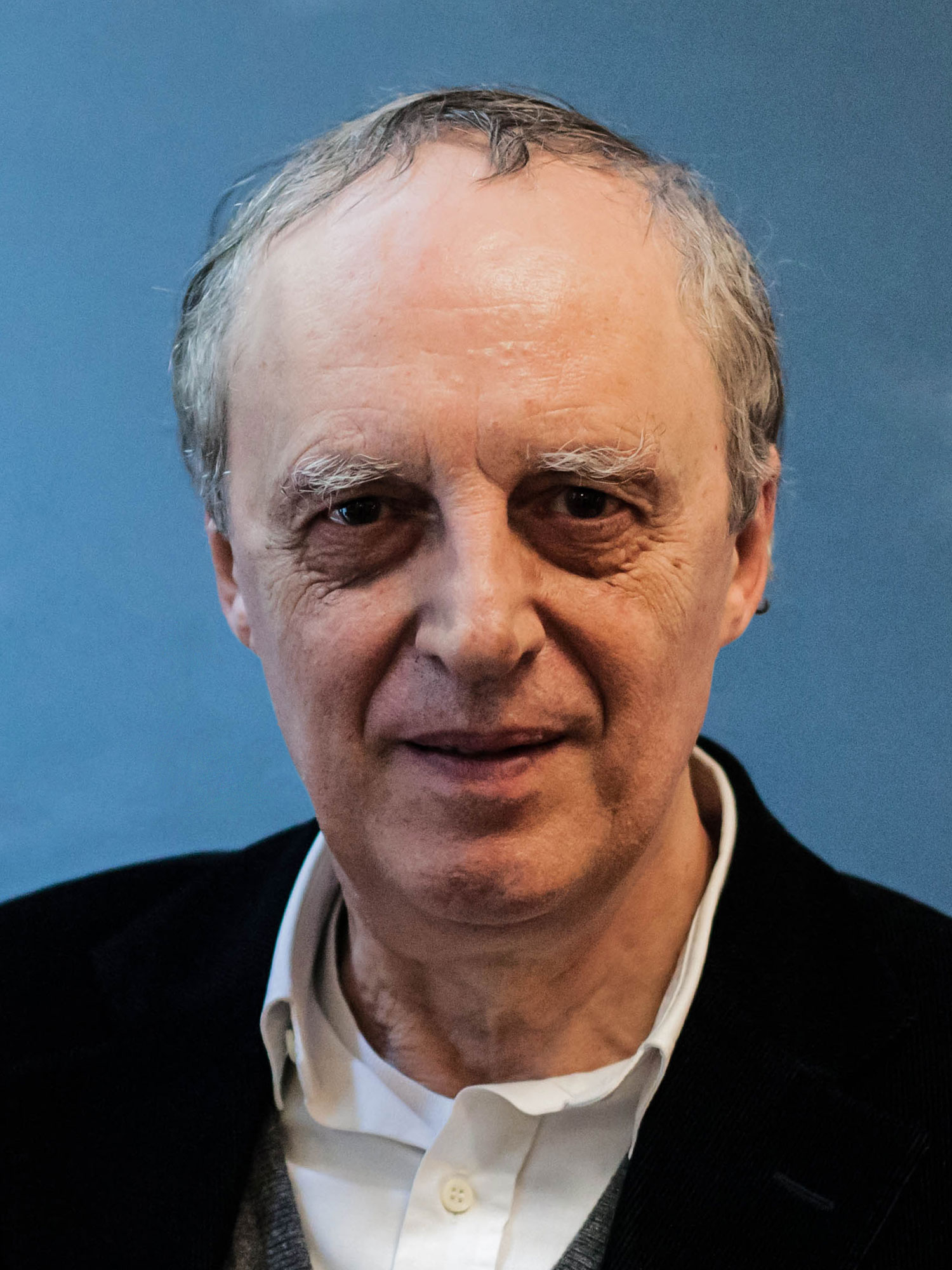
l director Dario Argento el 2014.

Després de completar Inferno (1980), el segon en la seva trilogia de pel·lícules de terror sobrenaturals de Le tre madri, s'esperava que Argento passés directament a la producció del seu capítol final. La primera en la trilogia, Suspiria (1977), havia convertit al director en el que Alan Jones deia «una superestrella del terror», però Inferno va demostrar ser de seguiment difícil. Argento havia emmalaltit mentre escrivia la pel·lícula, i la seva mala salut va continuar en la filmació. A més, la relació d’Argento amb el coproductor d’Inferno, 20th Century Fox havia amargat al director al director de la «política de Hollywood», per la qual cosa quan Inferno no va ser ben rebuda en el moment del llançament, Argento va posar la trilogia de  Le tre madri en espera. Inferno també va fracassar comercialment. Segons James Gracey, Argento – sota pressió i sentint «la necessitat de desafiar una vegada més les expectatives» – va tornar al gènere giallo i va començar a treballar en Tenebrae. Argento va declarar més tard que volia «rodar una muntanya russa sagnant plena d'assassinats ràpids i furiosos» i que ell «no hauria de resistir-se al que [la seva] audiència hardcore volia». Va afegir que també s'havia irritat que en els anys transcorreguts des del seu últim giallo tants altres directors havien fet pel·lícules derivades de – i inferior a – els seus propis treballs que defineixen el gènere.
Argento va dir que Tenebrae va ser influenciada directament per dos incidents angoixants que van ocórrer en 1980. En un descans del cinema després de sorprenent èxit amb Suspiria, Argento passava el temps a Los Angeles, on un fanàtic obsessionat el va cridar repetidament, per a parlar sobre la influència de Suspiria en ell. Segons Argento, les crides van començar de manera bastant agradable, però al poc temps es van fer més insistents i eventualment amenaçadors. El fan va afirmar que volia «perjudicar a Argento d'una manera que reflectia el molt que l'havia afectat el treball del director», i això perquè el director havia «arruïnat la seva vida», ell al seu torn volia arruïnar Argento. Encara que no va haver-hi violència per l'amenaça, Argento va dir que l'experiència li va resultar comprensiblement aterridora, i em sentia incapaç d'escriure. Per consell dels seus productors, Argento va fugir a la ciutat costanera de Santa Mónica, on es va sentir prou segur com per a reprendre la redacció. No obstant això, després d'unes poques setmanes, el fanàtic va trobar a Argento i va reprendre les seves crides, emetent més amenaces. El director va decidir tornar a Itàlia. Argento va sentir que la creixent naturalesa de les amenaces del fanàtic era «característic d'aquesta ciutat de somnis trencats» amb el seu «assetjadors de celebritats i crims sense sentit». El segon incident va ocórrer durant l'estada de Argento a The Beverly Hilton, on un turista japonès va ser assassinat a trets al lobby de l'hotel. Més tard, en sentir parlar d'un tiroteig des de fora d'un cinema local, Argento va reflexionar sobre la falta de sentit dels assassinats: «Matar per res, aquest és el veritable horror d'avui […] quan aquest gest no té cap significat, és completament repugnant, i aquest és el tipus d'ambient que volia transmetre Tenebrae».

### Procés del repartiment
Argento va oferir el paper principal de Peter Neal a Christopher Walken, però finalment va ser per Anthony Franciosa. Kim Newman va sentir que l'elecció de Franciosa va ser afortunada, ja que era capaç d'aportar més al paper del que el guió li demanava. També creia que si Walken hagués estat triat, hauria estat més obvi que ell era l'assassí. D'acord amb Jones i Daria Nicolodi, la relació entre Franciosa i Argento va ser desastrosa. A més, Nicolodi i Argento estaven involucrats romànticament en aquest moment, però la seva relació havia sofert per un crèdit d'història en disputa durant el rodatge de Suspiria. Nicolodi per tant només va acceptar una breu aparició a Tenebrae. Pel seu propi compte, ella originalment va demanar el petit paper de Jane McKerrow-que finalment va ser per a Veronica Lario. Nicolodi va ser, segons Alan Jones, triada com la dona a la platja al flashback de Neal. Per contra, Thomas Rostock afirma que Nicolodi mai va ser destinada per aquest paper, només el de Jane. L'actriu transgènere Eva Robin's va ser contractada més tard per interpretar a la dona a la platja.

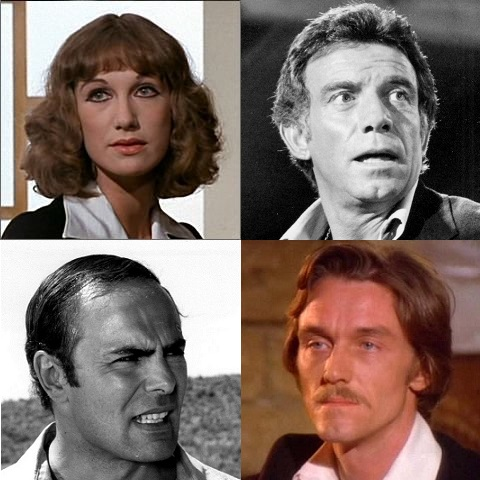
Daria Nicolodi, Anthony Franciosa, John Saxon i John Steiner.

Quan l'actriu estatunidenca que havia estat contractada per a interpretar a Anne es va retirar just abans de l'inici del rodatge, Argento va convèncer a Nicolodi perquè assumís aquest paper més important. Nicolodi va descobrir que Anne tenia una personalitat diferent de la seva, i preferia molt als personatges que havia interpretat per a Argento anteriorment, ja que va dir que tenia molta més personalitat que Anne. Ella va dir que el paper requeria poca energia o imaginació, però li agradava la novetat de no ser un assassí ni una víctima. Newman i Alan Jones van estar d'acord que Nicolodi tenia molt poc personatge per a interpretar, com està escrit. Newman va agregar que aquesta falta de caràcter es va estendre a tots els italians en la pel·lícula, i que només els personatges estatunidencs tenien personalitats discernibles. Més tard, Nicolodi va afirmar que, encara que la filmació va començar bastant bé, Argento es va enutjar quan ella i Franciosa es van unir al dramaturg Tennessee Williams i la seva experiència en teatre, la qual cosa va portar al director a assegurar-se que les seves escenes compartides «van ser una dura prova». L'atmosfera carregada va culminar amb Argento, segons s'informa, cridant a Franciosa, «deixa a la meva dona en pau!». Nicolodi va dir que va canalitzar les seves frustracions amb la situació en l'última escena del seu personatge en la pel·lícula, on Anne s’atura a la pluja i crida repetidament, continuant amb els crèdits finals de la pel·lícula. Se li havia ordenat que cridés només una mica, però sabent que era l'últim dia de filmació i la seva última escena, Nicolodi va cridar en veu alta i durant molt de temps, per sorpresa de Argento i l'equip. Nicolodi va dir que l'escena va ser el seu «alliberament catàrtic de tot el malson».

### Rodatge

#### Escena de la grua
«La presa de la grua ... hauria de ser un dels moments més memorables al cinema ... La presa comença fora de la finestra inferior de l'apartament, es mou cap a la finestra del segon pis, a dalt i sobre el sostre de l'edifici, per l'altre costat i cap a una finestra en el costat oposat de l'edifici. El tret dura dos minuts i mig sense pausa, sacsejada o cort. Si hagués d'estar atrapat en una illa deserta, voldria Tenebre només perquè pogués veure aquesta única presa .. La presa destaca encara més pel fet que la càmera Luma [que va ser] utilitzada era nova per a la indústria en aquest moment, era voluminosa i no tan fàcil d'usar com ho és ara». 
 Gracey es refereix a la cinematografia de la pel·lícula com «ni més ni menys que sorprenent», i cita un exemple particular que destaca la «passió per la destresa tècnica i les imatges impressionants» d’Argento. Influenciat per la penúltima escena d'Antonioni a Professione: reporter (1975), en la qual Tovoli també havia estat el director de fotografia, una de les principals escenes de gran efecte dramàtic de Tenebrae és l'assassinat de la parella de lesbianes. Per a presentar l'escena, Argento i Tovoli van emprar l'ús d'una grua Louma per a filmar un tràveling de diversos minuts. A causa de la seva longitud extrema, la presa de seguiment va acabar sent la part més difícil i complexa de la producció per a completar. Es requeria la construcció d'un laberint de bastides al voltant de l'exterior de la casa. Argento va capturar totes les imatges que necessitava en dues preses, però va insistir a filmar deu més. L'escena, que dura dos minuts i mig en pantalla, va trigar tres dies a rodar-se. Va ser la primera vegada que es va usar la grua Louma en una producció italiana; la grua havia de ser importada de França. Segons Gracey, la càmera realitza «gimnàstica aèria», escalant la casa de les víctimes en «una presa sense esquerdes, navegant parets, sostres i mirant a través de les finestres, en una peça fixa que exposa sense esforç la penetrabilitat d'una casa aparentment segura». i Jones van dir que encara que aquest tipus de presa amb grua es va convertir en una cosa comuna més tard, en aquest moment era «veritablement innovador» en la forma en què la càmera aparentment s'arrossegava per les parets i pujava a l'edifici – no des del punt de vista de l'assassí. Patrick McAllister de Scifilm va dir que la seqüència hauria de considerar-se «un dels moments més memorables del cinema». Segons McAllister, el distribuïdor de Tenebrae li va pregar a Argento que tallés l'escena perquè «no tenia sentit». Newman i Jones van estar d'acord que l'escena no va agregar res a la trama de la pel·lícula, però ho va qualificar de «sense sentit però brillant».

### Títol
Alguns materials publicitaris europeus per a la pel·lícula, inclosos pòsters, van publicitar la pel·lícula com Tenebre, i el llançament de DVD de 1999 d’Anchor Bay usa aquest mateix títol. Tanmateix, en la pròpia impressió, durant els crèdits d'obertura, el títol és clarament Tenebre. A més, el títol de l'últim llibre de Neal en la pel·lícula es mostra en primer pla com Tenebre. En una llarga entrevista amb Argento realitzada per Martin Coxhead que va aparèixer en dos números de Fangoria En 1983 i 1984, el títol sempre va ser referit com «Tenebre». Al principi de la producció, la pel·lícula va ser referida com Under the Eyes of the Assassin, que més tard va ser utilitzat com un dels lemes del pòster. Al Japó, la pel·lícula va ser estrenada com Shadows, i als Estats Units es titulava Unsane en la seva inicial – però molt editada – reestrena.

## Banda sonora
La banda de rock italiana Goblin va proporcionar les scores de dos de les pel·lícules anteriors de Argento, Roig fosc (1975) i Suspiria (1977), però el director va contractar el compositor anglès Keith Emerson per a la seva incursió fora del subgènere giallo, Inferno (1980). Goblin s'havia dissolt aquest any, però en 1982 Argento li va demanar a tres dels antics membres de la banda – Claudio Simonetti, Fabio Pignatelli i Massimo Morante – que treballessin en Tenebrae. A causa de la seva història junts, Simonetti va considerar apropiat que el retorn de Argento a les pel·lícules giallo utilitzant als membres principals de Goblin. S'anomenaren «Simonetti-Pignatelli-Morante», ja que l'antic bateria de Goblin posseïa els drets per a usar el nom de la banda.
La banda sonora de Tenebre és molt diferent dels quals la banda havia produït per Argento anteriorment. A principis de la dècada de 1980, Simonetti havia experimentat amb la música dance, i va decidir un so més electrònic per a Tenebre. Simonetti va descriure el score com una mescla entre electrònica/rock, amb el tema principal incloent elements disco. Així que no seria difícil acomodar la preferència d'Argento per preses llargues, Simonetti, Pignatelli i Morante es van assegurar de tocar cada cançó per a 3–4 minuts. En gravar el score, Simonetti va usar els sintetitzadors Roland Jupiter-8, Roland Vocoder Plus i Minimoog, així com un piano, un piano elèctric i les caixes de ritmes Oberheim DMX i Roland TR-808, i el seqüenciador de música Roland MC-4. Pignatelli va tocar el baix y la guitarra fretless, mentre que Morante va tocar la guitarra elèctrica i acústica.
Si bé la banda sonora no es considera tan bona com els scores anteriors de Goblin per a Roig fosc, Suspiria, o El despertar dels zombis (1978), Tim Lucas va sentir que «... es va fusionar amb el teixit de la imatge que podria denominar-se Tenebrae ... un giallo musicale; és a dir, un giallo en el qual la banda sonora transcendeix al mer acompanyament per a ocupar el mateix pla que l'acció i els personatges». Els guionistes David Kerekes i David Slater també van ser favorables al score; escrivint que la pel·lícula «està replet d'imatges fascinants i un increïble score musical dels ex membres de Goblin». Simonetti va sentir que el score era bo, però que només va ser un èxit de nivell «mitjà». No obstant això, va gaudir d'una segona ona de popularitat remesclada en clubs. L'àlbum ha tingut diverses reedicions en nombrosos països des del seu llançament original el 1982 amb el segell italià Cinevox.

## Llançament

### Recepció original i censura
Tenebre va tenir una àmplia estrena a cinemes a tota Itàlia i a Europa continental, cosa que el director necessitava molt després d'haver sofert importants problemes de distribució amb la seva pel·lícula anterior, Inferno. Estrenada el 28 d'octubre de 1982, Tenebre va tenir un èxit modest en la taquilla a Itàlia i Europa, però no va tenir tan bon acompliment com algunes de les pel·lícules anteriors d'Argento. A Itàlia, Tenebre havia estat llançat amb una qualificació de VM18, cosa que significa que no pot ser vist legalment per persones menors de divuit anys. Argento havia desitjat una qualificació de VM14, tant per atreure a un públic més jove com per augmentar les possibilitats d'èxit comercial de la pel·lícula. Tenebrae presenta escenes d'homosexualitat femenina; les actituds cap a l'homosexualitat a Itàlia eren bastant conservadores en aquest moment, i Argento va dir que volia «relatar aquest tema lliurement i de manera oberta, sense interferències ni vergonya». La qualificació de VM18 el va disgustar, ja que creia que era un resultat de la diversitat sexual en exhibició en lloc de la violència de la pel·lícula.
Una de les escenes més excessivament violentes de la pel·lícula mostra la mort de la exesposa de Neal, Jane (interpretada per Veronica Lario). Aquesta escena va ser la que més va sofrir els talls quan la pel·lícula es va estrenar a Itàlia. L'escena original mostrava el braç de Jane tallat en el colze; esquitxant sang de la ferida en les parets blanques fins que el personatge cau a terra. Després d'un intercanvi entre Argento i els censors italians (en aquest moment un panell de jutges), l'escena es va retallar primer perquè no es veiés una esquitxada «immensa» a un petit, i després un més petit. L'escena es va reduir a gairebé res en la dècada dels '90s, quan Lario es va casar amb el futur primer ministre italià Silvio Berlusconi. Segons Alan Jones, Berlusconi «no volia que el públic veiés a [Lario] tan explícitament assassinada, fins i tot si estava en una pel·lícula del principal expert en horror del seu país». Durant alguns anys, va ser impossible veure la pel·lícula a Itàlia legalment, ja que les impressions es van retirar per complet. Un llançament posterior en DVD va arribar a estar disponible, amb l'escena restaurada.
Fent una mitjana d'un assassinat cada deu minuts, Tenebre es classifica com una de les pel·lícules més sagnants d'Argento. Al Regne Unit, la pel·lícula va ser despullada de cinc segons de «violència sexualitzada» per la British Board of Film Classification Abans de la seva estrena en cinemes, el 19 de maig de 1983. La campanya publicitària per Tenebre va presentar pòsters i la portada de la banda sonora que representa a una dona amb el coll tallat, sang degotant de la ferida. Segons Jones, qui va treballar per al distribuïdor de Tenebre en aquest moment, al Regne Unit, els pòsters havien de ser retirats després de la London Underground es va negar a mostrar-los. Es van emetre nous cartells que van reemplaçar la imatge de la ferida i la sang amb una cinta vermella. Es va fer un canvi similar a la portada de la banda sonora.
Als Estats Units, la pel·lícula va romandre invisible fins a 1984, quan Bedford Entertainment va llançar breument una versió molt editada amb el títol Unsane. Era aproximadament deu minuts més curt que el llançament a Europa i faltava gairebé tota la violència de la pel·lícula, la qual cosa efectivament va fer que les nombroses seqüències d'horror fossin incomprensibles. A més, unes certes escenes que van establir als personatges i les seves relacions van ser eliminades, fent que la narrativa de la pel·lícula sigui difícil de seguir. Aquesta versió de Tenebre va rebre crítiques gairebé unànimes negatives.

## Llegat
Arribant al final de la cua del cicle giallo, Tenebre no sembla haver estat tan influent com les pel·lícules anteriors d’Argento. Douglas E. Winter, no obstant això, ha comentat que la seqüència de la grua Louma de Tenebre ha estat estilísticament influent, apuntant al seu ús en la pel·lícula de Brian De Palma Els intocables d'Elliot Ness (1987). A més, cap al final de la pel·lícula, amb Neal suposadament mort, la càmerra s'enfronta directament al detectiu Giermani. Quan s'ajup per a recollir alguna evidència del sòl, es revela que Neal està darrere d'ell, amb les seves siluetes perfectament combinades en la presa. Alan Jones va citar Tenebre com la primera pel·lícula a utilitzar aquest tipus específic d'una posada en escena, i creu que ha estat copiat i referenciat deliberadament per cineastes posteriors. Un d'aquests exemples, discutit com un «robatori» no reconegut de Tenebre, és la «revelació sorpresa» de De Palma amb John Lithgow parat darrere d'una víctima a Raising Cain (1992). La pel·lícula de Robert Zemeckis What Lies Beneath (2000) també conté un moment similar, encara que Zemeckis ha negat una familiaritat amb les pel·lícules italianes.
L'escena final de la mort en Tenebre – on Neal és empalat accidentalment per una escultura – s'esmenta directament en la pel·lícula de misteri i assassinat de Kenneth Branagh Dead Again (1991). Kim Newman sosté que la pel·lícula de Branagh imita la seqüència tan completament – amb Derek Jacobi sent travessat per l'escultura – que Branagh ha d'haver inclòs la referència deliberadament. El moment posterior, on Nicolodi crida repetidament sota la pluja, va ser citat per Asia Argento (la filla de Nicolodi amb Dario Argento) com el moment que la va inspirar a convertir-se en actriu.